# 少年チャンプル
『少年チャンプル』（しょうねんチャンプル）は、日本テレビ系列局ほかで放送された中京テレビ製作のバラエティ番組。製作局の中京テレビでは2004年4月7日未明から2005年7月6日未明まで放送。

## 概要
ストリートダンスを専門に特集していた深夜番組で、当時ダンスを取り扱う番組としては唯一の地上波全国ネット番組だった。この番組には有名な実力派ダンサーたちが多数出演し、ストリートダンス、ダンスを知らない層への普及へ多大な貢献をした。（2017年時点で、20代・30代のダンサーの多くは、本番組に影響を受けているといわれる）
この番組は当初、日本テレビ系列局でかつて放送されていた『DAISUKI!』や前番組の『ルートf』のように、筧利夫とDA PUMPのメンバーが様々な物事にチャレンジするという内容の体験リポート番組だった。しかし、その後、DA PUMPとプロデューサーの青木とが話しあい「お前らの得意なモノで勝負しよう!」と、2004年8月に筧がストリートダンスに挑戦する企画がスタートしてからは次第にダンスに偏重した内容になっていき、そして同年10月以降は完全にダンス専門番組として放送されるようになった。それまで日陰の存在だったストリートダンスにスポットを当てた画期的な番組開発となった。
番組の終了後、同枠では替わって筧が司会を務めるクイズ番組『女優魂』がスタートした。しかし、その後も視聴者たちからの番組復活を望む声は多く、中京テレビ主催のイベントでは少年チャンプルの名を冠したストリートダンスライブが行われていた。これを受けて、番組は2006年10月4日に『スーパーチャンプル』と題して復活した。同番組も同様に日本テレビ系全国ネットで放送された。

## 出演者

### MC
- 筧利夫
- ISSA （DA PUMP）
- KEN （当時DA PUMP）
- SHINOBU （当時DA PUMP）
- YUKINARI （当時DA PUMP）

### 主な出演ダンサー
- DA PUMP
- 坂見誠二
- 宮田健男
- ひとりでできるもん
- TOZAWA
- はむつんサーブ
- エグスプロージョン
- ストロングマシン
- 無名の心

- プリンケツプリンケツ
- ELECTRIC TROUBLE
- LL BROTHERS
- HOTTIE CAT
- 努（オンナマタヂカラ）
- 杉本姉妹
- cocotea feat.インリン・オブ・ジョイトイ
- Hilty & Bosch
- Boo Yaa Tribe

## スタッフ
- ナレーター：SINJI
- 構成：安達元一、北村安湖、紀康成
- ダンス監修：坂見誠二（ディートラックス）、宮田健男（スタジオ・フェイス）、樋口武志
- TD（テクニカルディレクター）：北折政樹（CTV）
- ディレクター：寺地幸一（CTV）、村地賢（CTV）、双津大地郎、大野寿之
- 演出：黒宮英作（CTV）、池内康浩（CTV）、手塚公一（イースト）
- プロデューサー：青木繁治（CTV）、浦輝久（イースト）
- 音楽協力：日本テレビ音楽
- 技術協力：ヌーベルバーグ、ハートス、テレテックメディアパーク、サウンドエッグノッグ
- 美術協力：ル・オブジェ・アール・スタジオ
- 制作協力：イースト
- 製作著作：中京テレビ

## 主な企画
- 彼女自慢ラップ選手権
- 筧利夫ダンス世界制覇
- オヤジダンスコンテスト
- 高校ダンス一直線
- 全国高校生ストリートダンス選手権
- チャンプルダンサーランキング
- リコメンドダンサー
- ゴールドダンサー
- チャンプルダンスバトル

## エンディングテーマ
| OA年月     | アーティスト             | タイトル                                       |
| ---------- | ------------------------ | ---------------------------------------------- |
| 2004年4月  | 木村カエラ               | Level42                                        |
| 2004年5月  | 古明地洋哉               | 想いが言葉に変わるとき                         |
| 2004年6月  |                          |                                                |
| 2004年7月  | MOLMOTT                  | 月灯り                                         |
| 2004年8月  |                          |                                                |
| 2004年9月  |                          |                                                |
| 2004年10月 |                          |                                                |
| 2004年11月 | 川嶋あい                 | 「さよなら」「ありがとう」〜たった一つの場所〜 |
| 2004年12月 | 東方神起                 | HUG                                            |
| 2005年1月  | FLAME                    | Shake You Down                                 |
| 2005年2月  | 中ノ森BAND               | ラズベリーパイ                                 |
| 2005年3月  | Lead                     | あたらしい季節へ                               |
| 2005年4月  | HINOI TEAM               | IKE IKE                                        |
| 2005年5月  | 中ノ森BAND               | Whatever                                       |
| 2005年6月  | ブラック・アイド・ピーズ | ドント・ファンク・ウィズ・マイ・ハート         |
| 2005年7月  | SEAMO                    | DRIVE                                          |

## 放送局
| 放送対象地域   | 放送局             | 系列                          | 放送日時 | 備考                    |
| -------------- | ------------------ | ----------------------------- | --- | ----------------------- |
| 中京広域圏     | 中京テレビ         | 日本テレビ系列                | 水曜 0:10 - 0:40 （2004年4月 - 2004年9月） 水曜 0:20 - 0:50 （2004年10月 - 2005年7月）                                            | 製作局                  |
| 北海道         | 札幌テレビ         | 日本テレビ系列                | 水曜 0:10 - 0:40 （2004年4月 - 2004年9月） 水曜 0:20 - 0:50 （2004年10月 - 2005年7月）                                            | 同時ネット              |
| 青森県         | 青森放送           | 日本テレビ系列                | 水曜 0:10 - 0:40 （2004年4月 - 2004年9月） 水曜 0:20 - 0:50 （2004年10月 - 2005年7月）                                            | 同時ネット              |
| 岩手県         | テレビ岩手         | 日本テレビ系列                | 水曜 0:10 - 0:40 （2004年4月 - 2004年9月） 水曜 0:20 - 0:50 （2004年10月 - 2005年7月）                                            | 同時ネット              |
| 宮城県         | ミヤギテレビ       | 日本テレビ系列                | 水曜 0:10 - 0:40 （2004年4月 - 2004年9月） 水曜 0:20 - 0:50 （2004年10月 - 2005年7月）                                            | 同時ネット              |
| 秋田県         | 秋田放送           | 日本テレビ系列                | 水曜 0:10 - 0:40 （2004年4月 - 2004年9月） 水曜 0:20 - 0:50 （2004年10月 - 2005年7月）                                            | 同時ネット              |
| 山形県         | 山形放送           | 日本テレビ系列                | 水曜 0:10 - 0:40 （2004年4月 - 2004年9月） 水曜 0:20 - 0:50 （2004年10月 - 2005年7月）                                            | 同時ネット              |
| 福島県         | 福島中央テレビ     | 日本テレビ系列                | 水曜 0:10 - 0:40 （2004年4月 - 2004年9月） 水曜 0:20 - 0:50 （2004年10月 - 2005年7月）                                            | 同時ネット              |
| 石川県         | テレビ金沢         | 日本テレビ系列                | 水曜 0:10 - 0:40 （2004年4月 - 2004年9月） 水曜 0:20 - 0:50 （2004年10月 - 2005年7月）                                            | 同時ネット              |
| 福井県         | 福井放送           | 日本テレビ系列 テレビ朝日系列 | 水曜 0:10 - 0:40 （2004年4月 - 2004年9月） 水曜 0:20 - 0:50 （2004年10月 - 2005年7月）                                            | 同時ネット              |
| 鳥取県・島根県 | 日本海テレビ       | 日本テレビ系列                | 水曜 0:10 - 0:40 （2004年4月 - 2004年9月） 水曜 0:20 - 0:50 （2004年10月 - 2005年7月）                                            | 同時ネット              |
| 山口県         | 山口放送           | 日本テレビ系列                | 水曜 0:10 - 0:40 （2004年4月 - 2004年9月） 水曜 0:20 - 0:50 （2004年10月 - 2005年7月）                                            | 同時ネット              |
| 香川県・岡山県 | 西日本放送         | 日本テレビ系列                | 水曜 0:10 - 0:40 （2004年4月 - 2004年9月） 水曜 0:20 - 0:50 （2004年10月 - 2005年7月）                                            | 同時ネット              |
| 愛媛県         | 南海放送           | 日本テレビ系列                | 水曜 0:10 - 0:40 （2004年4月 - 2004年9月） 水曜 0:20 - 0:50 （2004年10月 - 2005年7月）                                            | 同時ネット              |
| 福岡県         | 福岡放送           | 日本テレビ系列                | 水曜 0:10 - 0:40 （2004年4月 - 2004年9月） 水曜 0:20 - 0:50 （2004年10月 - 2005年7月）                                            | 同時ネット              |
| 熊本県         | くまもと県民テレビ | 日本テレビ系列                | 水曜 0:10 - 0:40 （2004年4月 - 2004年9月） 水曜 0:20 - 0:50 （2004年10月 - 2005年7月）                                            | 同時ネット              |
| 鹿児島県       | 鹿児島読売テレビ   | 日本テレビ系列                | 水曜 0:10 - 0:40 （2004年4月 - 2004年9月） 水曜 0:20 - 0:50 （2004年10月 - 2005年7月）                                            | 同時ネット              |
| 関東広域圏     | 日本テレビ         | 日本テレビ系列                | 水曜 0:10 - 0:40 （2004年4月 - 2004年9月） 水曜 0:20 - 0:50 （2004年10月 - 2005年3月） 金曜 1:59 - 2:29 （2005年4月 - 2005年7月） | 同時ネット → 遅れネット |
| 山梨県         | 山梨放送           | 日本テレビ系列                | 水曜 0:50 - 1:20 | 遅れネット              |
| 長野県         | テレビ信州         | 日本テレビ系列                | 水曜 0:50 - 1:20 | 遅れネット              |
| 静岡県         | 静岡第一テレビ     | 日本テレビ系列                | 水曜 0:50 - 1:20 | 遅れネット              |
| 広島県         | 広島テレビ         | 日本テレビ系列                | 水曜 0:50 - 1:20 | 遅れネット              |
| 富山県         | 北日本放送         | 日本テレビ系列                | 水曜 1:15 - 1:45 | 遅れネット              |
| 徳島県         | 四国放送           | 日本テレビ系列                | 木曜 0:20 - 0:50 | 遅れネット              |
| 長崎県         | 長崎国際テレビ     | 日本テレビ系列                | 木曜 0:20 - 0:50 | 遅れネット              |
| 新潟県         | テレビ新潟         | 日本テレビ系列                | 木曜 1:25 - 1:55 | 遅れネット              |
| 近畿広域圏     | 読売テレビ         | 日本テレビ系列                | 木曜 1:25 - 1:55 | 遅れネット              |
| 沖縄県         | 琉球放送           | TBS系列                       | 木曜 1:35 - 2:05 | 遅れネット              |
| 高知県         | 高知放送           | 日本テレビ系列                | 火曜 1:15 - 1:45 | 遅れネット              |

参考 - 中京テレビ公式サイト内 少年チャンプル 各局放送時間（インターネット・アーカイブ保存データ）

## 関連メディア

### 音楽CD
- 少年チャンプル ダンスミュージック （2005年6月22日発売、ネオプレックス）

### DVD
- 少年チャンプル 最強ダンサーコレクション 2005 （2005年6月3日発売、ネオプレックス）
- 少年チャンプル ダンス祭 in Zepp Tokyo （2枚組、2005年11月25日発売、ネオプレックス）
- 少年チャンプル リターンズ （2006年10月11日発売、avex trax）